# Saint-Sauveur (Finistère)
Saint-Sauveur is een gemeente in het Franse departement Finistère, in de regio Bretagne. De plaats maakt deel uit van het arrondissement Morlaix.

## Geografie
De onderstaande kaart toont de ligging van Saint-Sauveur (Finistère) met de belangrijkste infrastructuur en aangrenzende gemeenten.

## Demografie
Onderstaande figuur toont het verloop van het inwonertal (bron: INSEE-tellingen).
1. ↑  Populations de référence 2022.